# Platycheirus longicornis
Platycheirus longicornis är en tvåvingeart som beskrevs av Peck 1979. Platycheirus longicornis ingår i släktet fotblomflugor, och familjen blomflugor.
Artens utbredningsområde är Mongoliet. Inga underarter finns listade i Catalogue of Life.